# Gunnar Sauer
Gunnar Sauer (Cuxhaven, 11 de junho de 1964) é um ex-futebolista profissional alemão, medalhista olímpico 

## Carreira
Gunnar Sauer ganhou a medalha de bronze nos Jogos Olímpicos de Verão de 1988.